# Maylandia callainos
Espèce
Statut de conservation UICN

 VU D2 : Vulnérable
Maylandia callainos, le « Zebra cobalt[réf. nécessaire] », est une espèce de poissons d'eau douce de la famille des Cichlidae endémique du lac Malawi en Afrique. Ce cichlidé fait partie des espèces dites « Mbuna » (ou « M'buna ») ou « poisson brouteurs d'algues du lac Malawi ».

## Description
Maylandia callainos peut mesurer jusqu'à 80 mm, queue non comprise.

## Aquariophilie

### Reproduction
Cette espèce est incubatrice buccale maternelle, les femelles gardent les œufs, larves et tout jeunes alevins environ trois semaines, protégés dans leur gueule (sans manger ou en filtrant très légèrement les micro-détritus). Les mâles peuvent se montrer très insistants dès les premières maturités sexuelles des femelles, il est préférable de maintenir cette espèce en groupes de plusieurs individus (au moins en « trio » : un mâle pour deux femelles), de manière à diviser l'agressivité d'un mâle dominant sur plusieurs individus. 

### Croisement, hybridation, sélection
Il est impératif de maintenir cette espèce seule ou en compagnie de poissons originaires du lac Malawi mais n'appartenant pas au genre Maylandia et ce pour éviter tout croisement. Le commerce aquariophile a également vu apparaitre un grand nombre de spécimens provenant d'Asie notamment et aux couleurs variées ou albinos, obtenus par sélection, hybridation ou autres procédés.

### Galerie

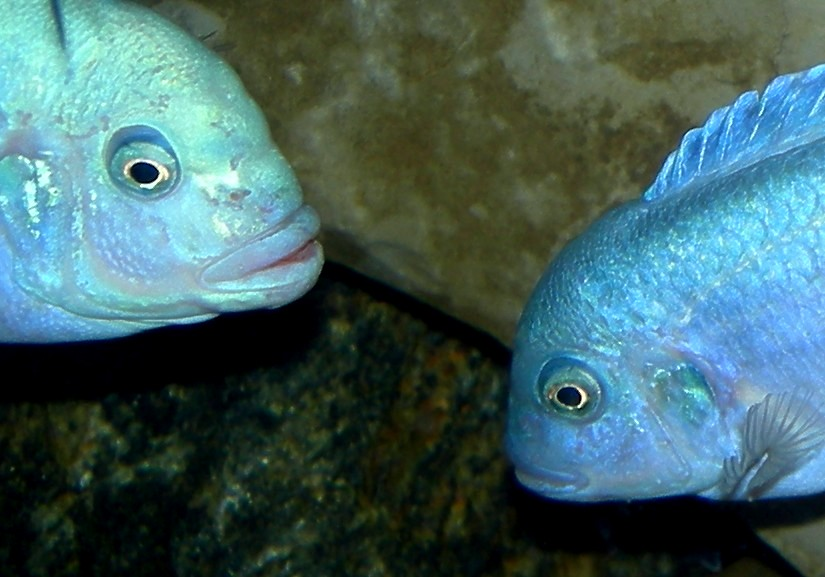
Mâle à gauche et femelle à droite.
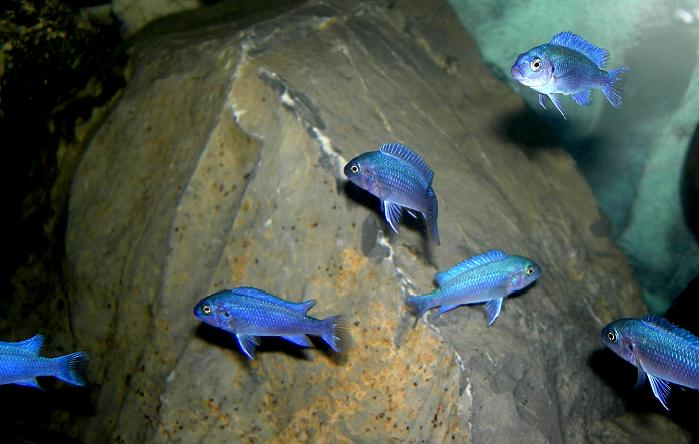
Groupe de juvéniles.
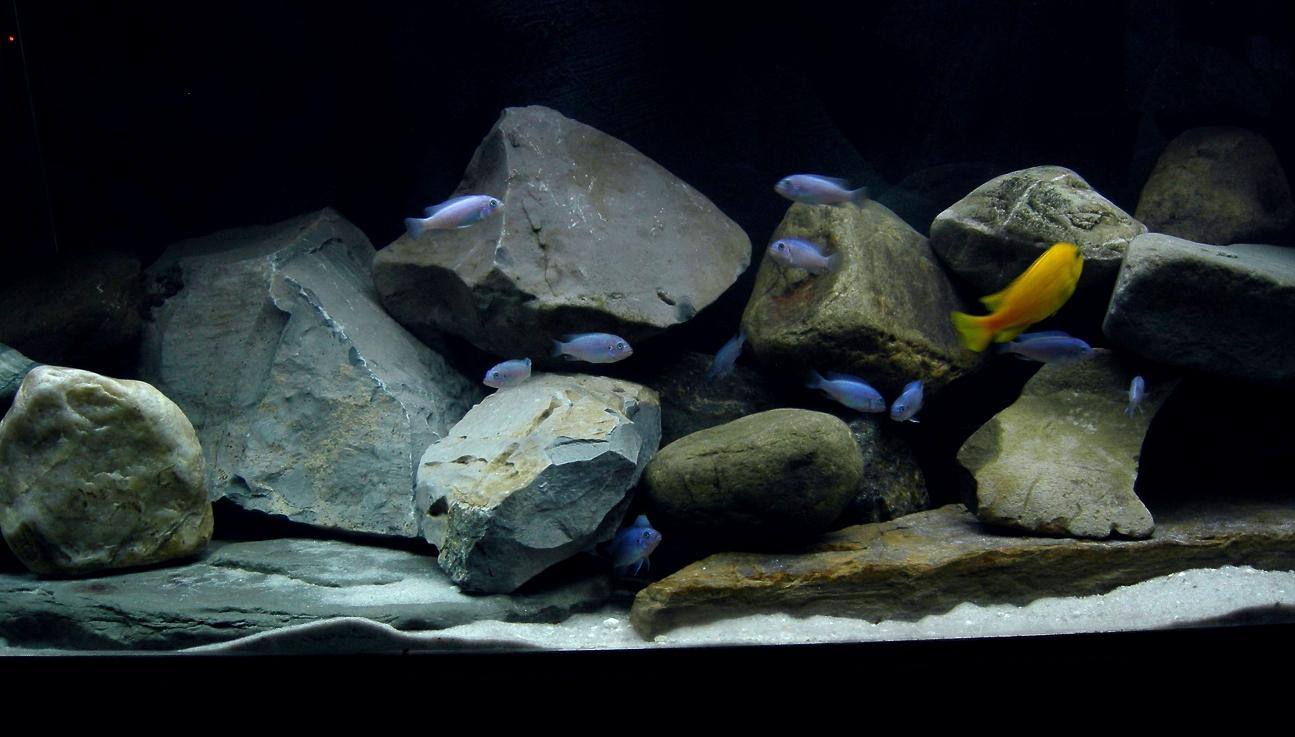
Aquarium type pour la maintenance de Maylandia callainos.
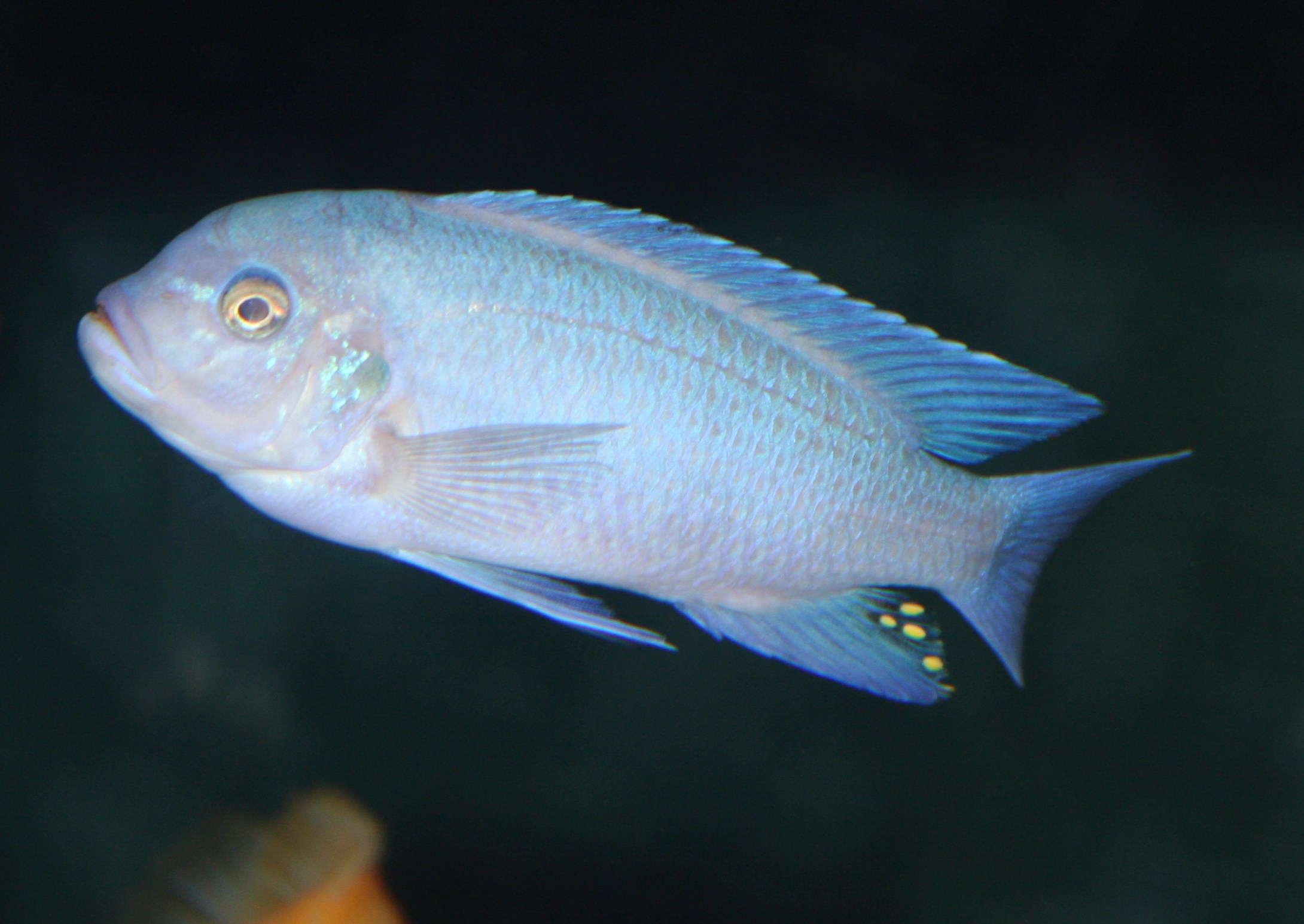
Spécimen mâle adulte.
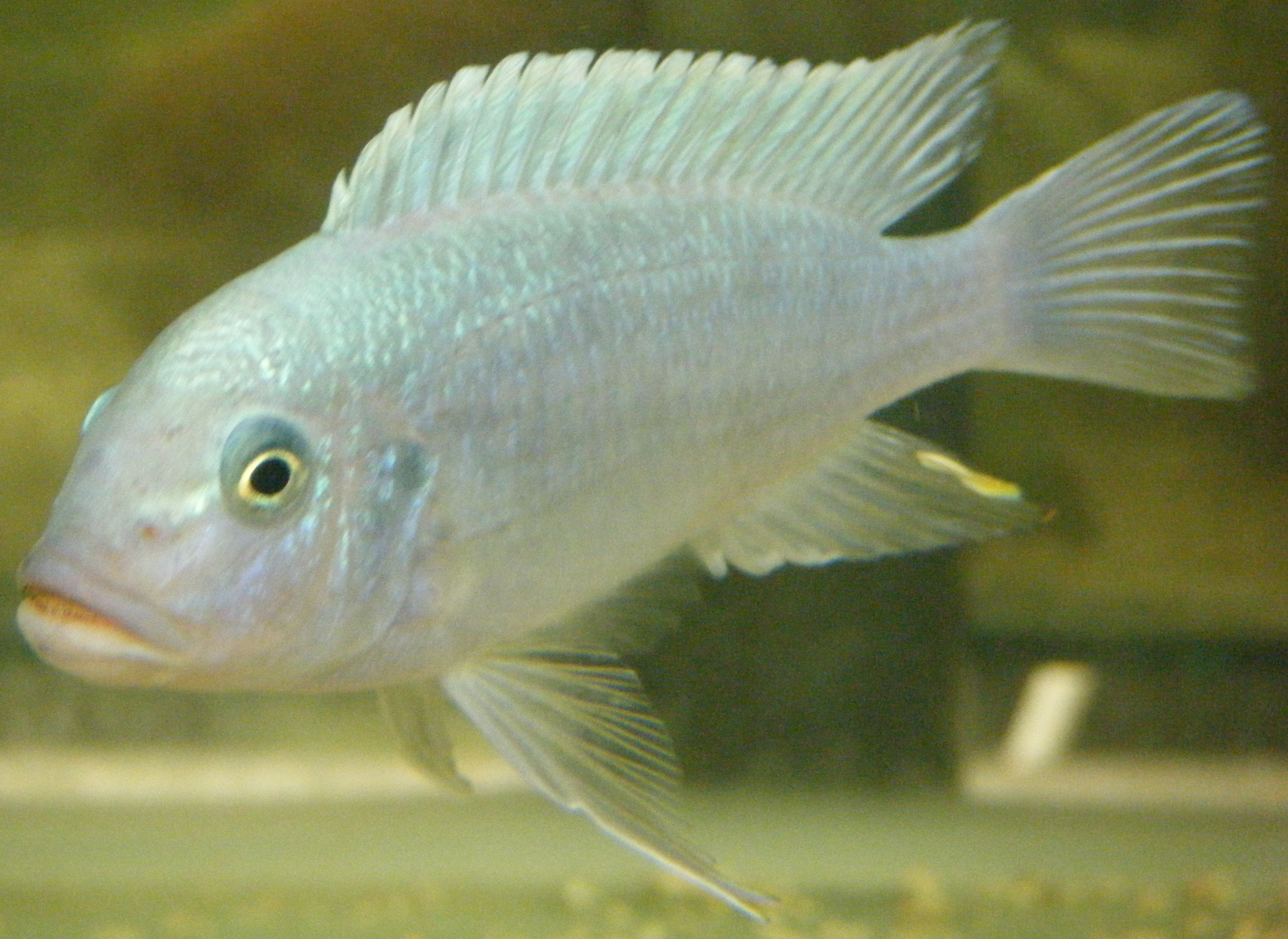
Spécimen mâle pré-adulte.

## Classification
Le nom valide complet (avec auteur) de ce taxon est Maylandia callainos (Stauffer & Hert (d), 1992).
L'espèce a été initialement classée dans le genre Pseudotropheus sous le protonyme Pseudotropheus callainos Stauffer & Hert, 1992.
Maylandia callainos a pour synonymes :
- Metriaclima callainos (Stauffer & Hert, 1992)
- Pseudotropheus callainos Stauffer & Hert, 1992

### Étymologie
Son épithète spécifique, callainos, « turquoise », fait référence à la livrée des mâles territoriaux.

### Publication originale
- (en) J. R. Stauffer, Jr. et E. Hert, « Pseudotropheus callainos, a new species of mbuna (Cichlidae), with analyses of changes associated with two intra-lacustrine transplantations in Lake Malawi, Africa », Ichthyological Exploration of Freshwaters, Allemagne, vol. 3, no 3,‎ novembre 1992, p. 253-264 (ISSN 0936-9902).